# Ráday Gedeon (hadügyminiszter)
Rádai gróf ifj. Ráday Gedeon (Pécel, 1841. május 4. – Bécs, 1883. december 26.) hadügyminiszter, Zenta városa országgyűlési képviselője, valóságos belső titkos tanácsos és császári és királyi kamarás, a Duna Melléki H. H. Egyáházi kerület tanácsbírája, A Pesti H. H. Egyházmegye gondnoka.

## Családja
Rádai gróf Ráday Gedeon és széki gróf Teleki Borbála ötödik gyermeke.
1866-ban Bécsben nőül vette Philippine von Pergen (1841–Gödöllő, 1905. február 23.) grófnőt,  akitől két gyermeke született; Mária (1871–1945) és Gedeon (1872–1937).

## Élete
Katonai pályára lépett, majd huszárkapitányként végigharcolta az 1859. évi itáliai hadjáratot és az 1866. évi porosz–osztrák háborút. Részt vett a königgrätzi csatában is. 1862–1865 között I. Ferenc József segédtisztje volt, majd 1875-ben függetlenségi párti képviselő lett, de később a Szabadelvű Párthoz csatlakozott. Szende Béla váratlan halála (1882. augusztus 18.) után honvédelmi miniszterré nevezték ki, a tárcát Tisza Kálmán kormányában több, mint egy éven át vezette – elődjéhez hasonlóan –, váratlan haláláig. Ikladon temették el.